# Rostroconchia
Rostroconchia (лат.) — класс вымерших морских беспозвоночных из типа моллюсков (Mollusca). Насчитывают свыше 130 видов, известных из отложений палеозоя (с нижнего кембрия до верхней перми). Обладавшие двустворчатыми раковинами организмы небольших размеров, как правило, не превышавшие в длину двух сантиметров; на территории США были найдены останки более крупных форм — до 15 см. Подобно родственным им современным двустворчатым (Bivalvia) и лопатоногим моллюскам (Scaphopoda), Rostroconchia были двусторонне-симметричными животными с редуцированным головным отделом. Кроме того, сходство проявлялось в двулопастном строении мантии, по краю которой происходило нарастание раковины, а также в характере кальцификации. В то же время, лопасти мантии Rostroconchia не срастались c брюшной стороны в трубку, что отличало их от лопатоногих, а створки раковины не соединялись между собой лигаментом — эластичной связкой, характерной для двустворчатых.

## Классификация
По данным сайта Fossilworks, на декабрь 2016 года в класс включают следующие вымершие таксоны до подсемейств включительно:
- Отряд Anetshelloida Mazaev, 2012

- Семейство Anetshellidae Mazaev, 2012 (1 род)

- Отряд Conocardiida Neumayr, 1891
  - Надсемейство Conocardioidea Miller, 1889
    - Семейство Bransoniidae Pojeta & Runnegar, 1976 (9 родов)
    - Семейство Conocardiidae Miller, 1889 (6 родов)

  - Надсемейство Eopterioidea Miller, 1889
    - Семейство Eopteriidae Miller, 1889 (4 рода)

  - Надсемейство Hippocardioidea Pojeta & Runnegar, 1976
    - Семейство Hippocardiidae Pojeta & Runnegar, 1976 (6 родов)
      - Подсемейство Babinicardiinae Rogalla & Amler, 2006 (1 род)
      - Подсемейство Bohemicardiinae Rogalla & Amler, 2006 (1 род)
      - Подсемейство Goticardiinae Rogalla & Amler, 2006 (1 род)

    - Семейство Pseudobigaleaidae Hoare et al., 2002 (1 род)
      - Подсемейство Bigaleinae Rogalla & Amler, 2006 (1 род)
      - Подсемейство Bitrigonocardiinae Rogalla & Amler, 2006 (1 род)
      - Подсемейство Iapetocardiinae Rogalla & Amler, 2006 (3 рода)
      - Подсемейство Pseudobigaleainae Hoare et al., 2002 (5 родов)
- Отряд Ribeirioida Kobayashi, 1933 (1 род)
  - Семейство Technophoridae Miller, 1889  (4 рода)
  - Надсемейство Ischyrinioidea Kobayashi, 1933
    - Семейство Ischyriniidae Kobayashi, 1933 (6 родов)

  - Надсемейство Ribeirioidea Kobayashi, 1933
    - Семейство Ribeiriidae Kobayashi, 1933 (8 родов)